# Mere Jeevan Saathi (film, 2006)

Mere Jeevan Saathi (hindi : मेरे जीवन साथी) est un film indien réalisé par Suneel Darshan mettant en vedette Akshay Kumar, Karisma Kapoor et Amisha Patel. Tourné en 2001, sa sortie est prévue en 2004, mais en raison de nombreux retards, il ne sort que le 3 février 2006.

## Synopsis
Vicky est un chanteur débutant qui se consacre à sa passion, la musique, et à sa petite amie, Anjali. Il obtient une offre d'une compagnie de musique basée au Canada et l'accepte. Au Canada, il rencontre la propriétaire de l'entreprise, Natasha qui l'aide à devenir une star. Cependant, l'intérêt que Natasha porte à Vicky est plus sentimental qu'artistique et elle use de tous les moyens, séduction, menace et violence, pour conquérir l'homme qu'elle convoite.

## Fiche technique
- Titre : Mere Jeevan Saathi
- Titres original en hindi : मेरे जीवन साथी
- Réalisateur : Suneel Darshan
- Musique : Nadeem-Shravan
- Distribué par Shree Krishna International Pvt. Ltd
- Langue : Hindi
- Pays d’origine : Inde

## Distribution
- Akshay Kumar : Vicky
- Karishma Kapoor : Natasha
- Amisha Patel : Anjali

## Box-office
- Royaume-Uni : 318 171 livres sterling soit 25 859 311 roupies [1]
- Inde : 40 660 000[2]
- Total monde : 66 519 311 roupies